# Vincent-Victor Henri Viénot de Vaublanc
Vincent-Victor Henri Viénot de Vaublanc (n. 15 iulie 1803, Montpellier; d. 16 august 1874, München, Bavaria), viconte, a fost un istoric francez.

## Biografia

### Originile
Vicontele Vincent-Victor Henri Viénot de Vaublanc s-a născut la 15 iulie 1803, la Montpellier. Era fiul lui Jean-Baptiste Bernard Viénot de Vaublanc, care, pe vremea aceea, avea funcția de «Inspecteur aux Revues».

### Studiile
Și-a făcut o parte din studii la liceul Louis-le-Grand de la Paris.

### Activitatea profesională
A fost numit unul dintre primii cei șase auditori la Consiliul de Stat, în anul 1824, mulțumită unchiului său Vincent-Marie Viénot de Vaublanc. După schimbarea regimului politic în 1830, s-a retras în viață privată.
În anul 1836, Vincent-Victor Henri Viénot de Vaublanc a acceptat să-și petreacă un an în Germania, pe lângă prințul Bavariei, apoi să rămână în calitate de șambelan la Curtea regelui Ludovic al II-lea al Bavariei, sub titlul de Mare Maestru al Casei Reginei: Maria de Hohenzollern. Sub acest titlu, și-a însoțit suveranul la încoronarea reginei Victoria, la 28 iunie 1838.

## Sfârșitul vieții
Vincent-Victor Henri Viénot de Vaublanc și-a sfârșit viața la München, în Bavaria, la 16 august 1874.

## Opere
- La France au temps des croisades[3], Paris, Éditions Techener, 1844 (4 volume)[4]
- Un coup d'œil à Paris en 1861.

### Genealogie
Familia Vaublanc

## Biliografie
Traducere și adaptare a textului omonim Vincent-Victor Henri Viénot de Vaublanc existent la Wikipédia, Encyclopédie libre, în limba franceză